# Côte de Shackleton
 (août 2025).
La côte de Shackleton (en anglais : Shackleton Coast) est une portion de la côte de l'Antarctique située sur la partie ouest de la plateforme de glace de Ross, entre le cap Selborne sur la péninsule de Nicholson (en) et Airdrop Peak dans le chaînon Commonwealth (à l'est du glacier Beardmore).
Elle a été nommée ainsi en 1961 par le New Zealand Antarctic Place-Names Committee en l'honneur d'Ernest Shackleton. Ce dernier accompagne Robert Falcon Scott lors de son voyage austral lors de l'expédition Discovery (1901-1904) et dirige ensuite trois expéditions en Antarctique. Lors de l'expédition Nimrod (1907-1909), Shackleton découvre la zone située au-delà de la crique de Shackleton jusqu'au glacier Beardmore et est le premier à trouver une route praticable vers le pôle Sud. Le manque de nourriture l'arrête cependant à 180 kilomètres de son objectif.